# Crouse Spur
Il Crouse Spur (in lingua inglese: Sperone Crouse) è uno sperone roccioso e parzialmente innevato, situato 6 km a sud del Kester Peaks, lungo il versante orientale del Forrestal Range dei Monti Pensacola, in Antartide. 
Lo sperone è stato mappato dall'United States Geological Survey (USGS) sulla base di rilevazioni e foto aeree scattate dalla U.S. Navy nel periodo 1956-66.
La denominazione è stata assegnata dall'Advisory Committee on Antarctic Names (US-ACAN) in onore di Carl L. Crouse, addetto alle costruzioni presso la Stazione Ellsworth nell'inverno del 1957.